# Pueblo Nuevo, Cortés
Pueblo Nuevo är en ort i Honduras.   Den ligger i departementet Departamento de Cortés, i den västra delen av landet, 160 km nordväst om huvudstaden Tegucigalpa. Pueblo Nuevo ligger 116 meter över havet och antalet invånare är 3 556.
Terrängen runt Pueblo Nuevo är kuperad åt sydväst, men åt nordost är den platt. Runt Pueblo Nuevo är det tätbefolkat, med 286 invånare per kvadratkilometer. Närmaste större samhälle är Villanueva, 4,1 km norr om Pueblo Nuevo. Omgivningarna runt Pueblo Nuevo är en mosaik av jordbruksmark och naturlig växtlighet.